# GSC3292-2055
GSC3292-2055 — хімічно пекулярна зоря спектрального класу A, що має видиму зоряну величину в смузі V приблизно  9,7.